# Sales Oliveira (kommun)
Sales Oliveira är en kommun i Brasilien.   Den ligger i delstaten São Paulo, i den sydöstra delen av landet, 600 km söder om huvudstaden Brasília. Antalet invånare är 10 568.
Följande samhällen finns i Sales Oliveira:
- Sales Oliveira

Trakten runt Sales Oliveira består till största delen av jordbruksmark. Runt Sales Oliveira är det ganska tätbefolkat, med 62 invånare per kvadratkilometer.